# Nienke Brinkman
Nienke Brinkman (Yakarta, Indonesia, 28 de octubre de 1993) es una deportista neerlandesa que compite en atletismo. Ganó una medalla de bronce en el Campeonato Europeo de Atletismo de 2022, en la prueba de maratón.

## Palmarés internacional
| Campeonato Europeo | Campeonato Europeo | Campeonato Europeo | Campeonato Europeo |
| Año                | Lugar              | Medalla            | Prueba             |
| ------------------ | ------------------ | ------------------ | ------------------ |
| 2022               | Múnich (Alemania)  | Medalla de bronce  | Maratón            |